# عرب الجل
عرب الجل هي إحدى القرى اللبنانية من قرى قضاء صيدا في جنوب لبنان.
تقع بين قريتي عنقون وصربا قضاء صيدا وهي قرية صغيرة يبلغ عدد البيوت فيها 85 بيتاَ تقريباَ وقد بلغ عدد الناخبين فيها لانتخابات العام 2010 246 ناخبًا.